# 天意 (科幻小說)
《天意》是一部以中国历史中的楚汉争霸为背景的长篇历史科幻小说，据中国青年报报道，该小说被中国科幻界认为是2003年科幻本土化的一大收获，銷量到達15萬冊。2018年5月10日，天意同名改编網絡剧在優酷上首次播出。

## 作者
钱莉芳，一位中学历史老师。这是她创作的第一部科幻小说。

## 內容
三代禅让，商汤伐桀，宗周革命，春秋战国……秦失其鹿，天下英雄共逐之！然而又有谁能想到这 「其兴也勃焉，其亡也忽焉」的王朝更替背后，竟有一股神秘力量在操纵。在大秦帝国即将崩溃的前夜，淮阴侯韩信虽然才高八斗，学富五车，身怀治国平天下之策，却无人赏识。潦倒中，一位神秘的黑衣人出现在他面前，向他许下一个魔鬼交易﹗历史之轮自此徐徐转动，隐秘于上古神话中的黑手渐渐露出它庞大的身影，而韩信亦踏上逐鹿中原的征战之途。历史会按照黑衣人的计划再度重演吗？那个注定要在史书中以「名将」相称的年轻人—韩信，会屈从于黑衣人的意志吗？在历史之轮停止前没有人能知道答案……

## 人物
- 韩信——男主角，真实历史人物
- 季姜——女主角
- 刘邦——真实历史人物
- 项羽——真实历史人物
- 篯铿——真实历史人物
- 尉缭——真实历史人物
- 蒯徹
- 夏侯嬰
- 樊噲
- 張良
- 萧何
- 范增

## 外部資料
- 《科幻世界·星云》第一期 ISBN 9787536454439